# Демократична Сокира
Демократична Сокира (скорочено ДемСокира, ДС, Д7, D7) — громадська організація, заснована весною 2018 року, офіційно зареєстрована 22 травня 2019 року як політична партія.

## Історія

### Створення
Про заснування партії під назвою «Демократична Орда» було заявлено наприкінці квітня 2018 року — засновниками виступили Олександр Нойнець, Юрій Гудименко, Антон Швець і Віктор Трегубов. Заяви про вступ чи підтримку партії одночасно зробили близько 30 відомих блогерів (Юрій Гудименко, Ігор Бігдан), журналістів (Віктор Трегубов, головний редактор сайту «Петро і Мазепа»), Михайло Макарук (волонтер Народного Тилу та спільноти InformNapalm), бізнесменів (Богдана Ярова, Пилип Духлій), хакерів (люди, відомі під ніками «Sean Townsend» і «Jeoffrey Dahmer» з «Українського кіберальянсу»), ветеранів АТО (Олександр Золотько, Антон Колумбет та ін.), волонтерів (Serg Marco, Ярослав Матюшин), програмістів та письменників тощо. Влітку 2018 року було оголошено про перейменування партії з «Демократична Орда» на «Демократична Сокира». Засновники пояснили це негативними конотаціями, яке викликало слово «орда» у назві.
4 серпня 2018 року в пабі «У Доску» відбулись установчі збори партії, на які прийшло 400 людей. Після цього розпочався збір підписів за реєстрацію партії та збір коштів на реєстраційний внесок. 27 грудня 2018 року до Міністерства юстиції України було подано документи для офіційної реєстрації партії. Офіційно внесено Міністерством юстиції до реєстру політичних партій 22 травня 2019 року.

### Дострокові парламентські вибори 2019
15 травня 2019 року політичні партії «Сила людей», «Українська Галицька партія» та «Демократична Сокира» стали партнерами для координації своєї роботи з «опору російському реваншу» та просуванню демократичних реформ.
13 червня 2019 року ЦВК зареєструвала 10 кандидатів в одномандатних виборчих округах: Сарвіра А. І. — № 26, Лебідь О. М.- № 76, Таранова С. В. — № 129, Мазур О. І. — № 135, Соловйов М. О. — № 169, Лавров Я. П. — № 194, Сабадаш О. Є. — № 211, Карпюк О. А. — № 212, Діжечко М. В. — № 214, Колумбет А. С. — № 218. Жодному з кандидатів не вдалось перемогти, найбільших результатів досягли Антон Колумбет та Микита Соловйов, 4,3 % та 3,4 % відповідно.

### Місцеві вибори 2020

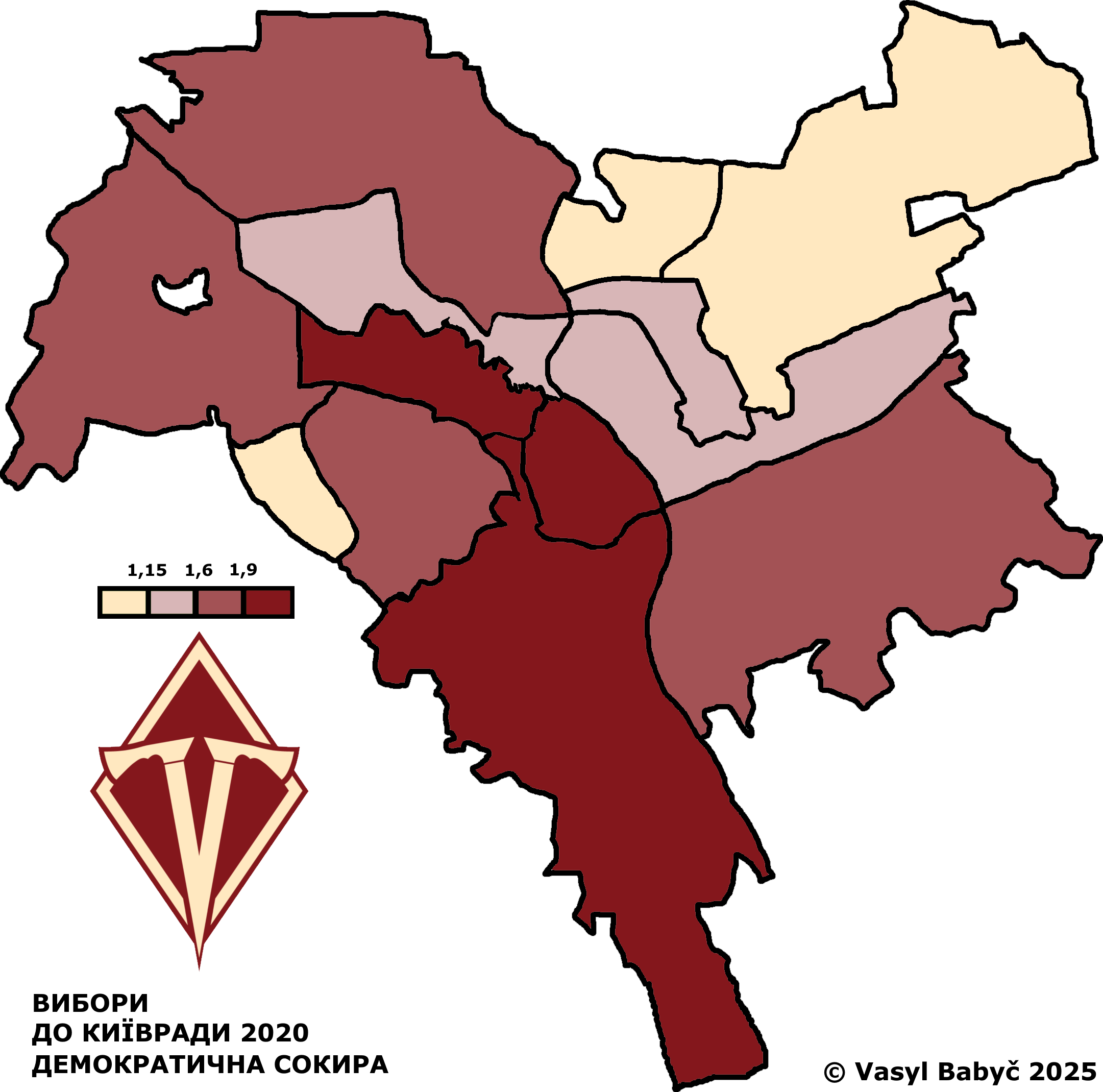
Результати партії "Демократична сокира" на місцевих виборах у Києві 25 жовтня 2020 року за округами.

Партія брала вибірково участь в місцевих виборах — в Києві, Харкові, Черкасах, Краматорську, Боярці, Пристоличному ОТГ. У деяких містах — Одесі, Ірпені, Чернівцях, Львові, активісти Демократичної Сокири за погодженням з партією балотувались від близьких політичних сил. В Києві «Демократичну сокиру» з початку необґрунтовано не допустили до виборів через те, що заставу сплачувала не місцева парторганізація, а центральна. Партія програла позов до виборчої комісії в Окружному адмінсуді, але виграла в апеляційній інстанції, і змусила міську виборчу комісію зареєструвати себе, як учасника.
За підсумками виборів, в Києві «Демократична сокира» посіла 12 з 24 місць та набрала 1,63 відсотки (11 299 голосів), в Харкові – 1,13 відсотків (3 647 голосів), в Краматорську — 2,12 відсотки (833 голоси). В Краматорську кандидат на посаду міського голови Юрій Трембач отримав під час виборів третє місце, набравши 1 206 голосів.
У низці міст партія, згідно укладених меморандумів, делегувала своїх членів в списки інших партій — Української галицької партії (Івано-Франківськ), Партії розвитку громад (Житомир), Європейської солідарності (Одеса, Ірпінь, Чернівці). Голова осередку партії в Чернівцях Артем Жук пройшов до районної ради та очолив депутатську фракцію «Європейської Солідарності» у Чернівецькій районній раді, голова львівського осередку Микола Лупій — до міської ради Городка.

## Ідеологія
Наріжним каменем ідеології партія вважає мінімізацію впливу держави на життя громадян, відтак її загальна програма та галузеві додатки є похідним від цієї ідеологеми — скасування мораторію на продаж земель, тотальна приватизація, максимальна дерегуляція. Партія обстоює жорстку проукраїнську позицію щодо вирішення окупації Донбасу і Криму росіянами, виступає за максимальне посилення ЗСУ та видатки на оборону. Одним з пріоритетів політики вважається щільна євроатлантична інтеграція — в структури НАТО, Євросоюзу, тощо.
Виступає за «ринок землі, лібералізацію збройового законодавства, послідовну декриміналізацію легких наркотиків, легалізацію казино та проституції та всі інші ініціативи, спрямовані на максимальне звільнення відповідального громадянина від диктату соціалістичної держави».

## Діяльність
Партія вирізняється значною вуличною активністю і регулярно проводить акції в Києві та інших містах України.

### Акції опозиційного характеру
«Демократична Сокира» негативно ставиться до Володимира Зеленського, відтак з початком його президентства низка акцій партії спрямована проти його політики, насамперед — у відносинах з Росією щодо Донбасу.
10 червня 2019 року під Адміністрацією президента України минула мирна акція «Зупини капітуляцію». Приводом для обурення стало включення Леоніда Кучми до складу переговорної групи в Мінську та його спроби вести антиукраїнську пропаганду та просувати рішення, які відверто шкодять державі. Також активісти вимагали від президента Зеленського звільнити з посад речницю Юлію Мендель та голову АП Андрія Богдана, а також внести волонтерів до делегації на Мінських перемовинах. Партія «Демократична Сокира» була одним з ініціаторів та організаторів низки акцій під назвою «Ні капітуляції!», які розпочалися в жовтні. Учасники акцій вважають імплементацію Мінських угод за «формулою Штайнмаєра» капітуляцією перед Росією в російсько-українській війні.
9 жовтня 2019 року під ВРУ в Києві відбулась акція «Перший платний мітинг проти платних мітингів». За вхід на захід треба було заплатити, за можливість прийти з плакатами або виступити на мітингу потрібно було заплатити дорожче. Даний захід був присвячений заявам стосовно проплачених мітингів зі сторони голови офісу президента Андрія Богдана і блогера Анатолія Шарія.
В Києві та Харкові, 28 листопада 2019 року, пройшла акція на підтримку генерала Дмитра Марченка, якого підозрюють в закупівлі бракованих бронежилетів.
8 та 9 грудня 2019 року партія організовувала акцію «Висадка на Банковій», приурочену до саміту «нормандської четвірки». Учасники вийшли з метою попередити українську владу про неприпустимість капітулянтських рішень в рамках саміту.
Також 16 березня 2020 року під Верховною Радою пройшов мітинг за участю «Нацкорпусу», «Демсокири» і «Свободи». Активісти виступали за те, щоб Рада теж йшла на карантин і на час дії обмежень по країні не голосувала за законопроєкти.
24 травня 2020 року відбулась всеукраїнська акція протесту «Стоп реванш!» проти політики президента Володимира Зеленського щодо війни на Донбасі, організована спільно з «Рухом Опору Капітуляції». Акція пройшла в понад 30 містах України.
У шосту річницю подій Євромайдану, 21 листопада 2020 року, на Майдані Незалежності проходило віче «Ми маємо гідність». Віче організоване спільно з «Рухом опору капітуляції».
16 червня 2020 року на противагу акції прихильників партії Шарія під Офісом Президента, активісти партії, Руху Ветеранів України, Національного корпусу, С14, «Соколу» провели свою акцію «для проведення моралізаторської бесіди на тему „Київ— українське місто“». Дві акції були розділені кордоном поліції, згодом прихильників партії Шарія було закидано кількома десятками яєць. 15 людей було затримано, щодо однієї людини порушили кримінальну справу за ст. 345 Кримінального кодексу — опір працівнику поліції.
10 вересня 2020 року  акція протесту проти спільного з бойовиками інспектування української території.
21 жовтня 2020 року  активісти «Демократичної сокири» блокували автівками Шевченківський районний суд м. Києва, де відбувалось пролонгація запобіжного заходу у вигляді тримання під вартою Андрію «Ріфмастеру» Антоненку у справі Шеремета. Наступного дня поліція намагалась арештувати автомобіль одного з учасників блокування, як речовий доказ.

### Протидія російській агресії і пропаганді
9 травня 2018 року партія (ще у статусі громадської організації) провела акцію «Weteran WoW», яку ЗМІ назвали «Безсмертний орк», вийшовши на акцію «Безсмертний полк» із портретами героїв комп'ютерної гри «World of Warcraft». Акція викликала засудження в російських медіа, а її учасники пояснили свій вихід бажанням «знищити черговий проєкт російської пропаганди»
31 серпня 2018 року Д7 провела «мітинг жалоби» під посольством РФ у Києві у зв'язку зі смертю співака Йосипа Кобзона. Учасники акції принесли під посольство декілька десятків дитячих пірамідок і декілька подібних до них секс-іграшок, посилаючися на випадок, коли Кобзон подарував іграшку для немовлят восьмирічному онкохворому хлопчику. Окрім того було принесено два порвані баяни в якості відсилки до відомого анекдоту про похорони тещі. Акцію також підтримали у Харкові.
2 вересня 2018 року, «Демократична Сокира» провела акцію під посольством РФ з приводу смерті керівника так званої ДНР Олександра Захарченка. Активісти принесли під посольство смажених курей, нагадуючи про бізнес Захарченка до початку війни.
9 травня 2019 року, на противагу акції «Безсмертний полк», пройшла традиційна контр-акція, цьогоріч під назвою «Безсмертний Грут». Відбулася у чотирьох містах одночасно: у Києві, Запоріжжі, Харкові та Дніпрі. У Києві поліція не пропустила активістів партії до місця проведення основної акції.
25 травня 2019 року пройшла всеукраїнська акція: «Згадай про моряків. Півроку в полоні», організована разом з партіями «Сила людей» та «Українська Галицька партія». Акція пройшла без партійної символіки лише з прапорами України по багатьох містах.

### Акції проти олігархів
У Маріуполі, Запоріжжі, Дніпрі, Києві та Кривому Розі, за участі партії, 6 червня 2019 року відбулися всеукраїнські екоакції протесту проти забруднення повітря підприємствами компанії «Метінвест», що належить олігарху Рінату Ахметову.
5 вересня 2019 року під стінами Національної ради з питань телебачення і радіомовлення під час засідання щодо анулювання ліцензії телеканалу NewsOne зібралися одразу дві акції протесту. Частина людей вийшла на підтримку телеканалу. Натомість, активісти політсили, зі свого боку, протестували проти діяльності мовника. Під час протесту відбувся конфлікт в результаті якого поліція затримала одного з лідерів партії Юрія Гудименка. Утім, невдовзі його відпустили з поліцейського відділку.

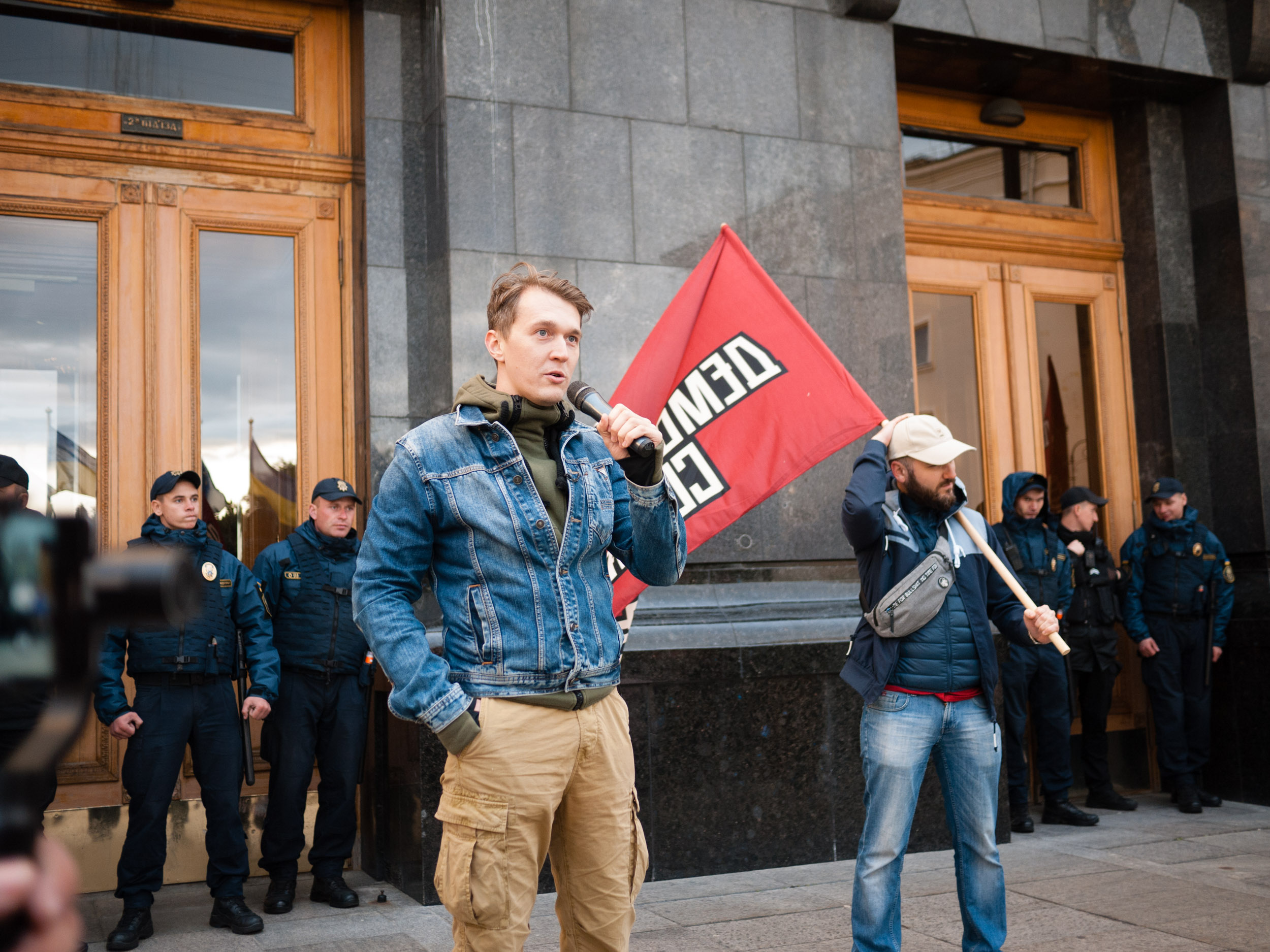
Юрій Гудименко під час акції «Імпічмент Коломойському», 20 вересня 2019

20 вересня 2019 року під Офісом Президента України у Києві проходила акція «Імпічмент Коломойському». Активісти вимагали від Президента України Володимира Зеленського позбавити Коломойського впливу на українську політику, забравши в нього українське громадянство. Представники політсили зазначили, що інформацію про наявність у Коломойського громадянств інших держав вони передали у Державну міграційну службу.

### Боротьба за Приватбанк
«Демократична сокира» постійно наголошує на важливості націоналізації «Приватбанку» і унеможливленні його повернення попереднім власникам — Ігорю Коломойському та Генадію Боголюбову. Партія регулярно пікетує судові засідання у чисельних судових справах щодо націоналізації банку.
17 жовтня 2019 року під будівлею Господарського суду Києва зібралися десятки представників медіа та понад 100 активістів партії «Демократична сокира». Тут мали відбутися дебати у справі щодо націоналізації «Приватбанку». Ексвласники банку, зокрема олігарх Ігор Коломойський і пов'язана з ним офшорна компанія Triantal Investments, позиваються з вимогою визнати націоналізацію незаконною. Акція протесту під судом є елементом «затягування, тиском на суд і протидії правосуддю», заявив адвокат Ігоря Коломойського Олександр Винниченко. Але зрештою судового засідання взагалі не відбулося, представники Національного банку України пояснили, що Господарський суд припинив процес до розгляду апеляції на ухвалу про визнання націоналізації банку незаконною. Цю апеляцію має розглянути Шостий апеляційний адміністративний суд.
19 грудня 2019 року під Шостим Апеляційним судом у Києві активісти партії провели акцію протесту проти можливого повернення націоналізованого ПриватБанку Ігорю Коломойському під назвою «Прибери руки!». У підсумку суд призупинив розгляд справи, допоки не буде рішення щодо справи братів Суркісів.
31 січня 2020 року під будівлею Верховного суду проходив мітинг організований партією проти можливого рішення суду на користь Суркісів у справі по націоналізації ПриватБанку. У результаті суд відклав розгляд справи на невизначений термін.
16 березня 2020 року відбулась чергова акція ДемСокири під Верховним судом, також під суд прийшли інші протестувальники, що назвали себе прихильниками футбольного клубу «Динамо» та вийшли на підтримку почесного президента «Федерації футболу України» Ігоря Суркіса. Суд оголосив перерву у розгляді справи на невизначений термін.
8, 13, 15 та 27 квітня пройшла низка акцій проти можливого рішення суду на користь Суркісів у справі по націоналізації ПриватБанку. Міністр юстиції Денис Малюська назвав «групою дітей» політичну партію через їх претензії за програний міністерством суд на 7 млрд грн. В партії вважають, що міністр взявся за захист інтересів ПриватБанку в справі проти Суркісів, щоб програти її. Велика палата Верховного суду звернулася до Офісу генерального прокурора та Вищої ради правосуддя із заявою про тиск на суд. У зв'язку з цим розгляд справи у Верховному суді зняли з розгляду, засідання мало відбутися 27 квітня.
4 травня Вища рада правосуддя оприлюднила скаргу суддів Верховного Суду, у ній часто згадують партію Демократична сокира, зокрема одного з її співзасновників Антона Швеця. Також згадуються генеральний прокурор Ірина Венедіктова, член наглядової ради ПриватБанку Роман Сульжик та вболівальники футбольного клубу «Динамо Київ».
8 травня партія публічно звинуватила міністра юстиції Дениса Малюську в «зливі» суду братів Суркісів проти «Приватбанку».
10 червня 2020 року Мін'юст програв оскарження рішення по депозитам офшорів братів Суркісів на суму близько $257 млн
15 червня Верховний Суд України скасував рішення судів першої та другої інстанції на користь Суркісів у справі їхніх депозитів. Під цими судами проходили акції ДемСокири.
8 липня 2020 року партія пікетувала Конституційний суд України, що розглядав конституційність закону про гарантування вкладів фізичним особам, який став підставою для націоналізації «Приватбанку»

### Боротьба за права людини
Партія активно долучається до акцій з легалізації медичного канабісу та лібералізації законодавства щодо зброї та самозахисту. 19 травня 2018-го партія (ще до реєстрації, у форматі ГО) брала участь у «Конопляному марші-2018» — акції, присвяченій дозволу на використання канабісу в медичних цілях.
6 жовтня 2018-го в Києві було проведено марш за легалізацію зброї і право на самозахист під назвою «Марш 11 %».
27 жовтня 2018-го активісти партії приєднались до акції «Конопляний Марш Свободи», що проходила під Кабміном.
15 червня 2019-го «ДемСокира» взяла участь в акції «Конопляний марш свободи», що проходила під стінами Верховної ради. Активісти вимагали від влади легалізації медичного канабісу.
26 жовтня 2019-го, активісти партії долучились до чергової акції під назвою «Конопляний Марш Свободи» з вимогою легалізувати медичний канабіс.

### Боротьба за економічні свободи
18 грудня 2018 року партія (ще в статусі ГО) разом з Українським товариством економічних свобод та ГО «Українські студенти за свободу» провели першу в Україні акцію за скасування мораторію на продаж сільськогосподарських земель.
6 листопада 2019 року рамках піар-кампанії на підтримку заміни податку на прибуток податком на виведений капітал була проведена акція «Хрестовий похід за ПнВК».
24 жовтня 2019-го активісти партії влаштували акцію за вільну можливість українцям продавати і купляти землю. Акція протесту відбувалася у жартівливих тонах, Володимира Зеленського порівнювали з лідером Північної Кореї, а у кінці на сцену вийшов двійник Кім Чен Ина.

### Адвокаційна діяльність
Ще до початку реєстрації партія розпочала кампанію з підтримки законопроєкту з заміни податку на прибуток податком на виведений капітал. Також партія влаштувала флешмоб із блокування законопроєкту 6688, що істотно обмежував свободу в інтернеті та права провайдерів.
«ДемСокира» шляхом проведення кампанії в ЗМІ, соціальних мережах та вуличних акцій домоглася відтермінування прийняття кодексу ГТС від НКРЕКП на два місяці. На думку керівництва ДС, правки цього кодексу давали можливість облгазам, пов'язаним із Дмитром Фірташем, здійснювати несанкціонований відбір газу з ГТС без жодних наслідків для себе.
6 червня 2018 року три представники створеної партією ГО «Демократична сокира орди» — Максим Діжечко, Тетяна Локацька та Анатолій Мазур — набрали найбільшу кількість голосів під час виборів до Ради громадського контролю Національного антикорупційного бюро України й увійшли до її складу.
На виборах до Ради громадського контролю НАБУ 2019 року, близькі до «Демократичної сокири» громадські організації створили коаліцію з об'єднанням «Рух ветеранів України» та отримали 14 з 15 місць.
2020 року, на виборах до Ради громадського контролю НАБУ, близькі до «Демократичної сокири» громадські організації отримали 10 з 15 місць.

## Структура та керівництво
Усі важливі рішення у «Демократичній Сокирі» приймаються голосуванням серед лідерів партії.
Від початку в політичну раду партії, за статутними документами, входили Юрій Гудименко, Антон Швець, Віктор Трегубов, Олександр Нойнець. Після місцевих виборів в жовтні 2020-го відбулись перевибори Політради. Політична рада здійснює операційне управління партією.
Розробкою, опрацюванням та просуванням програмної частини займаються спікери партії з галузевих питань — податків, легалізації, самозахисту, освіти, безпеки тощо. Обговорення і голосування щодо поточної діяльності партії, її позиції щодо тих чи інших питань, здійснюється в партійному додатку.
Партія має осередки в таких містах: Біла Церква, Бровари, Вінниця, Дніпро, Житомир, Запоріжжя, Івано-Франківськ, Ірпінь, Краматорськ, Луцьк, Львів, Маріуполь, Миколаїв, Одеса, Рівне, Суми, Харків, Черкаси, Чернівці, Чернігів. Також, в інших країнах «Демократична сокира» відкриває клуби прихильників серед політично активних діаспорян та експатів.

### Політична рада I скликання
Політична рада партії: Юрій Гудименко, Антон Швець, Віктор Трегубов, Олександр Нойнець, Антон Колумбет.

### Політична рада II скликання
Політична рада партії: Юрій Гудименко, Антон Швець, Віктор Трегубов, Тарас Котов.

## Фінансування
Згідно з твердженнями засновників партії, одне з базових джерел її фінансування — краудфандинг. Партія звітує про надходження в середньому 700 тисяч гривень щомісяця.

## Антикорупційна сокира
Антикорупційна Сокира (до лютого 2021 року — «Демократична сокира орди») — профільна антикорупційна громадська організація, заснована у 2018 році у Києві.
2018 року представники організації входять до Ради громадського контролю Національного антикорупційного бюро України (РГК НАБУ):
6 червня 2018 року три представники організації — Максим Діжечко, Тетяна Локацька та Анатолій Мазур набрали найбільшу кількість голосів під час виборів до Ради громадського контролю НАБУ і таким чином увійшли до її складу. Разом з тим, кандидати від ГО були єдиними, хто під час онлайн-голосування подолав позначку підтримки в 6 тисяч голосів.
Зважаючи на те, що РГК НАБУ здійснює цивільний контроль за діяльністю НАБУ та сприяє взаємодії НАБУ з інститутами громадянського суспільства у сфері протидії корупції, участь представників Антикорупційної сокири (Демократичної сокири орди) стала важливим кроком у процесі боротьби з корупцією, в тому числі запобігання втягуванню самого НАБУ у корупційні схеми.

### Березень 2020
Реалізовано проєкт «Як допомогти Україні, не виїжджаючи зі США». Представники ГО звернулись до українців у США з проханням писати листи американським законодавцям, розповідаючи про злочини Коломойського в США та Україні.
Організація подала скарги на групу суддів, які причетні до рішення Верховного суду на користь олігарха Коломойського у справі Приватбанку, що в результаті загрожувало втратою бюджету України мільярдів гривень.

### Лютий 2021
Презентовано розслідування «Шістка Деркача», щодо втручання у вибори президента США шляхом поширення дезінформації рядом осіб проросійського спрямування в Україні.

## Критика
- Низка українських медіа та громадських активістів звинувачують партію в зв'язках з Адміністрацією Президента України Петра Порошенка, а її члена Олександра Нойнеця — у консультації екснардепа від Партія регіонів Юрія Іванющенка та радника президента Порошенка Юрія Бірюкова. Партія підтверджує проведення консультацій Бірюкова Нойнецем, спростовуючи попередні тези[153][137][65].
- Наприкінці серпня 2020 року, після Маршу захисників, Антон Колумбет у якості члена Оргкомітету заходу, розкритикував Петра Порошенка, звинувативши представників «Європейської солідарності» в намаганні «приватизувати» Марш[154]. Прихильники ЄС вимагали від Демсокири виключити Колумбета, але партія лише позбавила його місця в списках на Київраду, через порушення укладеного напередодні Меморандуму патріотичних сил, та залишила в Політраді, за підсумками голосування серед партійців.
- Після місцевих виборів виявилось, що генеральним підрядником з проведення т. зв. «опитування Зеленського» стала фірма Сергія Татаренка, кандидата партії до Броварської міської ради. Політрада «Демсокири» розпустила Броварський осередок, змістила призначеного очільника осередку та оголосила про відкликання Татаренка у разі його проходження[155].

## Цікаві факти
- У травні 2019 року запорізький осередок партії оголосив, що виявив низку порушень у користуванні землею Запорізькою єпархією УПЦ Московського патріархату в трьох місцях обласного центру. Активісти надіслали заяви щодо вчинення адміністративних та кримінальних порушень до Нацполіції та Державної архітектурно-будівельної інспекції. Згодом керівник Єпархії митрополит Лука оголосив, що подав заяву на партію, одного з її очільників Юрія Гудименка й голову запорізького осередку Олександра Лебідя за розпалення міжрелігійної ворожнечі[156][157][158].